# Jed Whedon
Jed Whedon Tucker (nascido em 18 de julho de 1974) é um roteirista e músico americano. Jed é de uma família de escritores: ele é o filho do roteirista Tom Whedon, neto do roteirista John Whedon e irmão do roteirista Zack Whedon e do produtor, roteirista e diretor Joss Whedon. Em 19 de abril de 2009, casou-se com sua colega roteirista Maurissa Tancharoen.

## Carreira
Ao lado de seus irmãos Joss e Zack e sua então noiva Maurissa Tancharoen, ele co-criou e co-escreveu o musical Dr. Horribles Sing-Along Blog. Antes do Dr. Horrible, Jed compôs Partituras para jogos de vídeo game e era um membro da extinta banda Southland. Em 2010, ele lançou um álbum intitulado History of Forgotten Things sob o nome de banda "Jed Whedon and the Willing". Ajudando-o no álbum estava sua esposa, Maurissa Tancharoen e sua amiga mútua Felicia Day.
Com Felicia Day, ele compôs a música para a canção "(Do You Wanna Date My) Avatar" para a web série The Guild, o vídeo que ele mesmo dirigiu.Ele e sua esposa Maurissa foram escritores de Dollhouse, série da Fox, criada por seu irmão mais velho Joss, antes de seu cancelamento. Jed trabalhou com sua esposa Maurissa e seu irmão Joss em Os Vingadores . Ele é atualmente roteirista no programa da ABC, Agents of S.H.I.E.L.D.

## Prêmios
Por seu trabalho no Dr. Horrible's Sing-Along Blog, Jed ganhou dois prêmios no Streamy Awards por melhor roteiro para uma Web série de comédia e melhor música Original para uma Web Série.